# Омнікорд

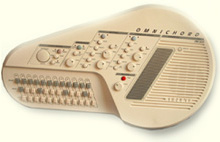
Омнікорд OM300

Омнікорд (англ. Omnichord) — електронний музичний інструмент, представлений 1981 року компанією Suzuki Musical Instrument Corporation. Зазвичай має чутливу до дотику пластинку та клавіші ввімкнення акордів: мажорних, мінорних та септакордів. Однією рукою виконавець вмикає потрібний акорд, а іншою проводить по пластині або дотикається до неї в окремих місцях.
Початково позиціонувався як електронний замінник автоарфи, на якому дуже легко грати (навіть людям без музичних здібностей).
Оновлена версія омнікорда має назву QChord. Порівняно з оригінальним омнікордом цей інструмент є цифровим, MIDI-сумісним (вихід та вхід), має важіль вібрато, додаткові ефекти і тембри, а також дозволяє програвати акомпанемент до відомих пісень зі спеціальних картриджів QCard.

## Моделі
Список моделей омнікордів:
- OM27
- OM36 (System One)
- OM84 (System Two)
- OM100
- OM200M
- OM150
- OM250M
- OM300

Моделі OM200M, OM250M та OM300 мають MIDI-вихід.
Пов'язані інструменти, що не використовували марку Omnichord:
- Portachord (PC-27) / Tronichord (PC-27)
- QChord (QC-1)

## Виконавці, що використовували омнікорд
- Ніл Девідж (Massive Attack)[1]
- Браян Іно[1]
- My Morning Jacket[2]
- Grizzly Bear[2]
- Ната Жижченко (ONUKA)